# The O.C.
The O.C. è una serie televisiva statunitense creata da Josh Schwartz, originariamente trasmessa dal canale televisivo Fox negli Stati Uniti dal 5 agosto 2003 al 22 febbraio 2007, per un totale di quattro stagioni. "O.C." è l'abbreviazione di Orange County, la località della California in cui è ambientata la serie.
La serie è incentrata sul personaggio di Ryan Atwood, un giovane problematico, introverso, ma dal carattere forte, proveniente da una famiglia disagiata. Ryan viene adottato dai ricchi e filantropi Sandy e Kirsten Cohen. Ryan e il suo fratello acquisito Seth, un adolescente intelligente ma insicuro, affrontano la vita come outsider nel mondo di alta classe di Newport Beach. Nel corso della serie, Ryan e Seth intrecciano relazioni con la ragazza della porta accanto, Marissa Cooper, la cotta d'infanzia di Seth, Summer Roberts, e la solitaria Taylor Townsend. Un elemento che caratterizza la serie è lo scontro culturale tra la famiglia Cohen, idealista, magnanima e sempre pronta ad aiutare il prossimo, e la comunità di Newport Beach, superficiale, materialista e bigotta. Nella serie sono inclusi elementi del postmodernismo, e funzioni mischiate di melodramma e commedia.
The O.C. è stato trasmesso in più di 50 paesi in tutto il mondo ed è stata una delle serie più famose nel 2003. È stata definita un fenomeno culturale ed ha ricevuto un'accoglienza prevalentemente positiva da parte della critica. Dopo il successo iniziale, nelle successive stagioni la serie ha subito però un calo di audience, che ha portato alla cancellazione della serie all'inizio del 2007, nonostante una petizione online che aveva ottenuto oltre 700 000 firme. La serie è stata anche pubblicata su DVD, oltre che su iTunes.

## Trama
La prima stagione si concentra sull'arrivo di Ryan Atwood a Newport Beach per vivere con la famiglia composta dai Cohen, i quali sono l'avvocato Sandy Cohen e la moglie Kirsten Cohen, che lo prendono con loro dopo l'abbandono della madre e dopo essere finito in galera per aver aiutato il fratello a rubare una macchina. Uno dei temi principali della prima stagione è lo shock culturale che Ryan prova nell'adattarsi, dopo una vita di abusi domestici e povertà, a vivere in una società superficiale. Diventa presto amico di Seth Cohen, ed inizia ad avere una relazione con Marissa Cooper. Benché proveniente da contesti molto diversi, Ryan scopre presto di affrontare problemi simili ai suoi nuovi amici, come il conflitto d'identità e l'alienazione familiare. La relazione tra Ryan e Marissa cresce quando lui l'aiuta ad affrontare il divorzio dei genitori. Mentre la serie continua, Ryan assume un ruolo molto protettivo nei confronti di Marissa, mostrandosi come una persona più stabile e controllata di quanto non fosse stata ritratta in origine. Altre storie includono la trasformazione di Seth da ragazzo solitario senza amici a dongiovanni con due ragazze, Anna: ragazza con i suoi interessi e Summer, la ragazza della quale è sempre stato innamorato e con la quale si fidanzerà al termine della stagione; l'arrivo di Oliver Trask, un adolescente tormentato e psicopatico che fa amicizia con Marissa durante le sedute di terapia e se ne innamora, lui cercherà di manipolarla per poterla allontanare dal suo fidanzato. La vicenda terminerà nella suite di Oliver mentre questo si punta una pistola contro e Ryan che gli impedisce di usarla. Nel mezzo della stagione viene presentata Theresa Diaz, amica intima di Ryan e sua ex fidanzata proveniente dalla sua città natale, Chino, riuscirà a mettere in crisi la coppia poiché risulterà incinta di Ryan. Nello stesso tempo, Sandy entra in conflitto con Caleb Nichol, il padre di Kirsten e ricco industriale che si dice essere "fondamentalmente il proprietario di Newport". “ La stagione termina con la rottura di Ryan e Marissa dopo che questo tornerà a Chino con la madre di suo figlio e la fuga di Seth che passerà tutta l’estate con Luke.
La seconda stagione continua a seguire le tumultuose storie d'amore tra Ryan e Marissa, tra Seth e Summer e tra Sandy e Kirsten. Josh Schwartz, il creatore della serie ha dichiarato che nella seconda stagione, la serie "non avrebbe più riguardato il passato di Ryan, ora riguarderà il futuro di Ryan", e che in questa stagione "avrebbe rallentato un po' la narrazione... ed i personaggi si sarebbero evoluti." Ad esempio, la storia segue da vicino Ryan nella classe di fisica avanzata, dove si crea tensione tra lui ed un'altra studentessa, Lindsay, che considera Ryan inutile come compagno di laboratorio, e quindi gli impedisce di contribuire al lavoro per la presentazione. Il personaggio di Ryan inizia a crescere quando davanti a tutti ammette di non aver partecipato alla presentazione e convince Lindsay a lasciarlo contribuire: ciò li costringe a lavorare insieme per finire il compito. Vengono introdotti un certo numero di personaggi ricorrenti, come D.J., Linsday Gardner, Zach Stevens e Alex Kelly, con i quali i personaggi principali intessono una varietà di relazioni. Il fratello di Ryan, Trey Atwood, esce di prigione minacciando di portare la vecchia vita di Ryan nella nuova e la stagione termina con Marissa che spara a Trey dopo che Ryan lo affronta per aver tentato di abusare sessualmente della ragazza.
Nella terza stagione ci sono molti cambiamenti, per quanto riguarda le relazioni e il potere all'interno della società dei personaggi: Marissa viene espulsa dalla Harbour School e la famiglia Cooper, rimasta con pochi soldi, è costretta a trasferirsi in un parcheggio per roulotte, mentre Marissa inizia a perdere il controllo, abusando di alcol e droghe. Gli altri personaggi pensano al college, con Seth e Summer in competizione per un posto alla Brown University e Ryan che accarezza l'idea di un'educazione post-secondaria, incoraggiato da Sandy e Kirsten ad andare a Berkeley. I progetti di Ryan vengono però messi da parte quando, nel finale della stagione, mentre accompagna Marissa all'aeroporto, finisce fuori strada a causa di Kevin Volchok, ultima infatuazione di Marissa, che li tampona perché non accetta di essere stato lasciato; nell'incidente Ryan si salva, ma Marissa muore tra le sue braccia.
La quarta e ultima stagione inizia cinque mesi dopo la morte di Marissa: Ryan, distrutto e in lutto, ha lasciato sia casa Cohen che i sogni universitari, e spera in una vendetta su Volchok. Riuscirà a trovarlo ma riuscirà a contenere la sua rabbia e il ragazzo sarà arrestato dalla polizia. Nelle puntate successive l'amore della famiglia Cohen e la compagnia dell'eccentrica Taylor Townsend riporteranno Ryan alla luce, e quest'ultimo riuscirà anche a riallacciare i rapporti col padre Frank che, dopo essere uscito di prigione, è riuscito a cambiare vita diventando un uomo onesto e lavoratore, trovando anche l'amore in Julie Cooper, dalla quale avrà un bambino. Seth e Summer, d'altro canto, affrontano i problemi di una relazione a distanza: Summer è infatti via per frequentare il college, e diventa, anche grazie alla solitudine che prova a seguito della morte della migliore amica, una fervente ambientalista.

## Produzione
Josh Schwartz, il creatore della serie che ha inventato i suoi personaggi basandosi su quelli della sua scuola del passato, la Wheeler School nel Rhode Island, ha usato una cosiddetta strategia "Cavallo di Troia" per attirare l'attenzione dei telespettatori americani alla serie. Si incontrò così con i produttori McG e Stephanie Savage e gli sceneggiatori che delinearono la storia di Ryan Atwood, che si sarebbe dovuto innamorare di una bella ragazza di nome Toni Klamut, che avrebbe presto sposato e avrebbe successivamente messo al mondo due figli con lei, e di una adolescente che avrebbe vissuto la sua vita tra fama e gente ricca della contea di Orange. Schwartz però richiamò i produttori e disse che l'idea non era buona e che considerava il filo della storia troppo scontato. In una intervista infatti, Schwartz dichiarò, "Credo che, probabilmente dalle prime pubblicità, la gente pensava che avrebbe assistito ad un altro melodramma scontato. Quello che invece abbiamo prodotto è un genere più ironico e sdolcinato quanto basta per essere definito "melodramma" e forse è proprio per questo che la serie piace."

### Casting
Melinda Clarke, che interpreta il ruolo di Julie Cooper, doveva in realtà vestire i panni della madre perfetta, Kirsten Cohen. Nell'episodio pilota non c'era abbastanza materiale per lei come Julie, così dovette recitare la parte di Kirsten. Più tardi il ruolo di Kirsten invece fu aggiudicato dall'attrice Kelly Rowan. Peter Gallagher e Mischa Barton furono i primi attori ad essere scritturati per lo show. Il ruolo più difficile da assegnare per i produttori fu quello di Ryan Atwood, che venne dato a Benjamin McKenzie all'ultimo minuto. Quando Adam Brody fece il provino per Ryan Atwood, decise di improvvisare tutto. Non destò una buona impressione a Josh Schwartz, tanto che quest'ultimo disse ai produttori che non voleva "mai più vedere quel ragazzino". Il mese successivo, quando non avevano ancora trovato nessuno che interpretasse Seth Cohen, i produttori richiamarono Brody per un altro provino. Nonostante Schwartz fosse infastidito dal fatto che l'attore non si attenesse al copione, ammise che poteva dargli una parte. Successivamente Schwartz rivelò che Brody gli ricordava la sua personalità in certi aspetti, cosa che lo rese perfetto per la parte di Seth.

### Riprese
The O.C. è in realtà filmata in diverse città balneari della California del sud (40 miglia dalla vera Newport Beach) per ridurre i costi. Molte parti all'interno delle abitazioni e degli uffici, inclusa la casa dei Cohen, sono filmate a Manhattan Beach in California, mentre le parti esterne (come i negozi o i locali) vengono filmate a Redondo Beach e Hermosa Beach.
La piscina dei Cohen è poco profonda e infatti il cast è costretto a girare le scene in ginocchio. Il Newport Group invece è lo stesso che viene usato per il commissariato di Polizia nella serie americana CSI: Miami.

### Cancellazione
Negli Stati Uniti The O.C., partito benissimo in termini di ascolti, è crollato dalla terza stagione, fino ad arrivare alla quarta con meno della metà dei telespettatori originari, scendendo dai 10 milioni del debutto, ai 4 milioni circa e terminato quindi per pochi fondi.
Il sedicesimo episodio della quarta stagione, andato in onda il 22 febbraio 2007 negli Stati Uniti, è stato l'ultimo della serie. La Fox decise di cancellare il telefilm. Finite le riprese del telefilm Josh Schwartz ha dichiarato: "Questo era il momento migliore per chiudere lo show, grazie al cast per il duro lavoro profuso, agli autori e allo staff per aver prodotto con l'ultima la migliore stagione in assoluto, lasciamo adesso che siamo al top della creatività".
Alcuni mesi dopo, uscì la notizia che la rete avversaria americana The CW Television Network avrebbe potuto far traslocare la serie nei suoi palinsesti e che quindi The O.C. avrebbe potuto avere una quinta stagione. Persino il creatore della serie sembrava mandare segnali riguardo al trasloco. In una intervista all'Entertainment Weekly, Josh Schwartz disse: "Questa potrebbe anche non essere l'ultima stagione di sempre. C'è stata qualche speculazione riguardo ad una possibile quinta stagione su un altro network televisivo ma stiamo bene così come siamo al momento." Dopo essere stato intervistato invece da Michael Ausiello di TV Guide, Schwartz replicò, "Mai dire mai, perché poi magari ad un certo punto la situazione potrebbe cambiare. A dir la verità mi piacerebbe creare uno show che abbia per protagoniste Julie e Kaitlin".
Il 19 gennaio 2007 però il presidente dell'intrattenimento della CW Television Network Dawn Ostroff affermò con chiarezza che non ci sarebbe stato nessun trasloco sulle loro reti. "Ovviamente è venuta fuori la notizia, ma non avrebbe senso per noi registrare diverse stagioni di questa serie." Peter Gallagher, Rachel Bilson, Benjamin McKenzie e Adam Brody condivisero i loro pensieri sulla fine della serie ed erano d'accordo sul destino che avrebbe avuto.

## Episodi
La prima stagione di The O.C. andò in onda sul canale Fox dal 5 agosto 2003 al 22 febbraio 2004.
In Italia, Italia 1 trasmise in prima TV le prime due stagioni (dal 7 settembre 2004 al 22 marzo 2006), mentre la terza e la quarta vennero mandate in onda su Mediaset Premium (dal 3 maggio 2006 al 31 maggio 2007).
| Stagione         | Episodi | Prima TV USA | Prima TV Italia |
| ---------------- | ------- | ------------ | --------------- |
| Prima stagione   | 27      | 2003-2004    | 2004            |
| Seconda stagione | 24      | 2004-2005    | 2005            |
| Terza stagione   | 25      | 2005-2006    | 2006            |
| Quarta stagione  | 16      | 2006-2007    | 2007            |

## DVD
The O.C. The Complete Series è uscita negli Stati Uniti e in Canada il 27 novembre 2007 e contiene 28 dischi con 92 episodi (4050 minuti/67 ore e mezza). Gli episodi sono in 16:9 e sono in lingua inglese (Dolby 2.0 Surround) con sottotitoli in inglese disponibili. Il set è contenuto in un cofanetto sfogliabile e include tutti gli speciali contenuti nei DVD di ogni singola stagione. L'uscita del DVD segna anche la prima volta della serie nel formato panoramico poiché ogni episodio è stato rimasterizzato per questa eventualità. Il DVD è anche uscito in Regno Unito il 19 novembre 2007. In Italia sono usciti i cofanetti separati di tutte e quattro le stagioni della serie. L'edizione europea ha la prima stagione in 4:3.
Dopo essersi conclusa, la quarta e ultima stagione uscì su iTunes, insieme allo spinoff animato dello show "Atomic County". Il cofanetto delle quattro stagioni (con tutti gli episodi) è stato reso disponibile in DVD negli Stati Uniti, El Salvador, Belgio, Paesi Bassi, Brasile, Germania, Austria, Canada, Regno Unito, Sudafrica, Svizzera, Francia, Messico, Danimarca, Finlandia, Svezia, Australia, Nuova Zelanda, Italia, India, Portogallo, Norvegia, Taiwan e Grecia.

## Personaggi e interpreti
- Sandy Cohen (stagioni 1-4), interpretato da Peter Gallagher, doppiato da Luca Ward.
- Kirsten Cohen (stagioni 1-4), interpretata da Kelly Rowan, doppiata da Monica Gravina.
- Ryan Atwood (stagioni 1-4), interpretato da Benjamin McKenzie, doppiato da Emiliano Coltorti.
- Marissa Cooper (stagioni 1-3), interpretata da Mischa Barton, doppiata da Valentina Mari.
- Seth Cohen (stagioni 1-4), interpretato da Adam Brody, doppiato da Patrizio Cigliano.
- Luke Ward (stagione 1, guest star stagione 2), interpretato da Chris Carmack, doppiato da Niseem Onorato.
- Jimmy Cooper (stagioni 1-2, ricorrente stagione 3, guest star stagione 4), interpretato da Tate Donovan, doppiato da Gianni Bersanetti.
- Julie Cooper (stagioni 1-4), interpretata da Melinda Clarke, doppiata da Anna Cesareni.
- Summer Roberts (stagioni 1-4), interpretata da Rachel Bilson, doppiata da Paola Majano.
- Caleb Nichol (stagione 2, ricorrente stagione 1), interpretato da Alan Dale, doppiato da Pietro Biondi.
- Kaitlin Cooper (stagione 4, ricorrente stagioni 1, 3), interpretata da Willa Holland, doppiata da Letizia Scifoni.
- Taylor Townsend (stagione 4, ricorrente stagione 3), interpretata da Autumn Reeser, doppiata da Ilaria Latini.

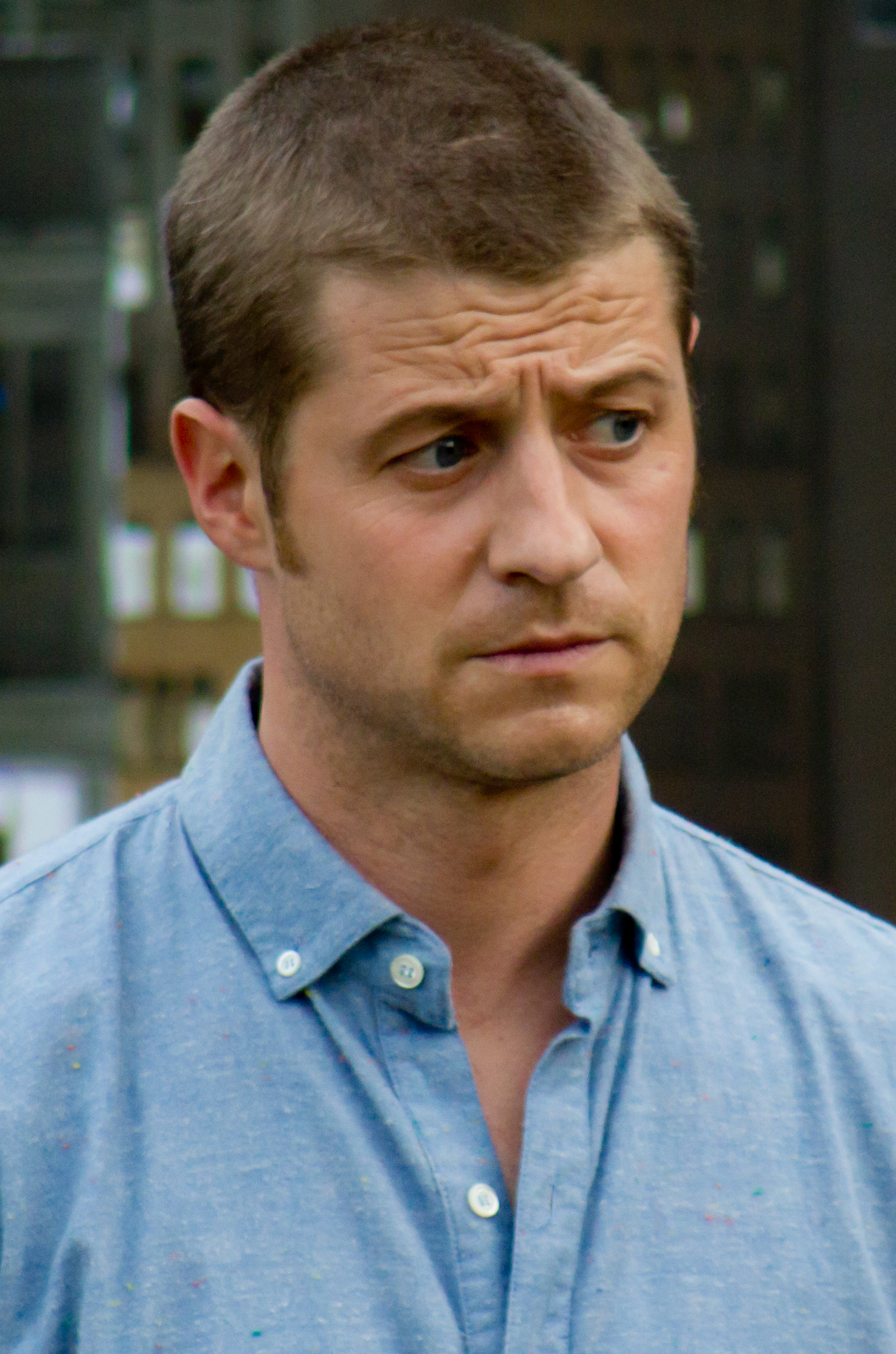
Ben McKenzie interpreta Ryan Atwood
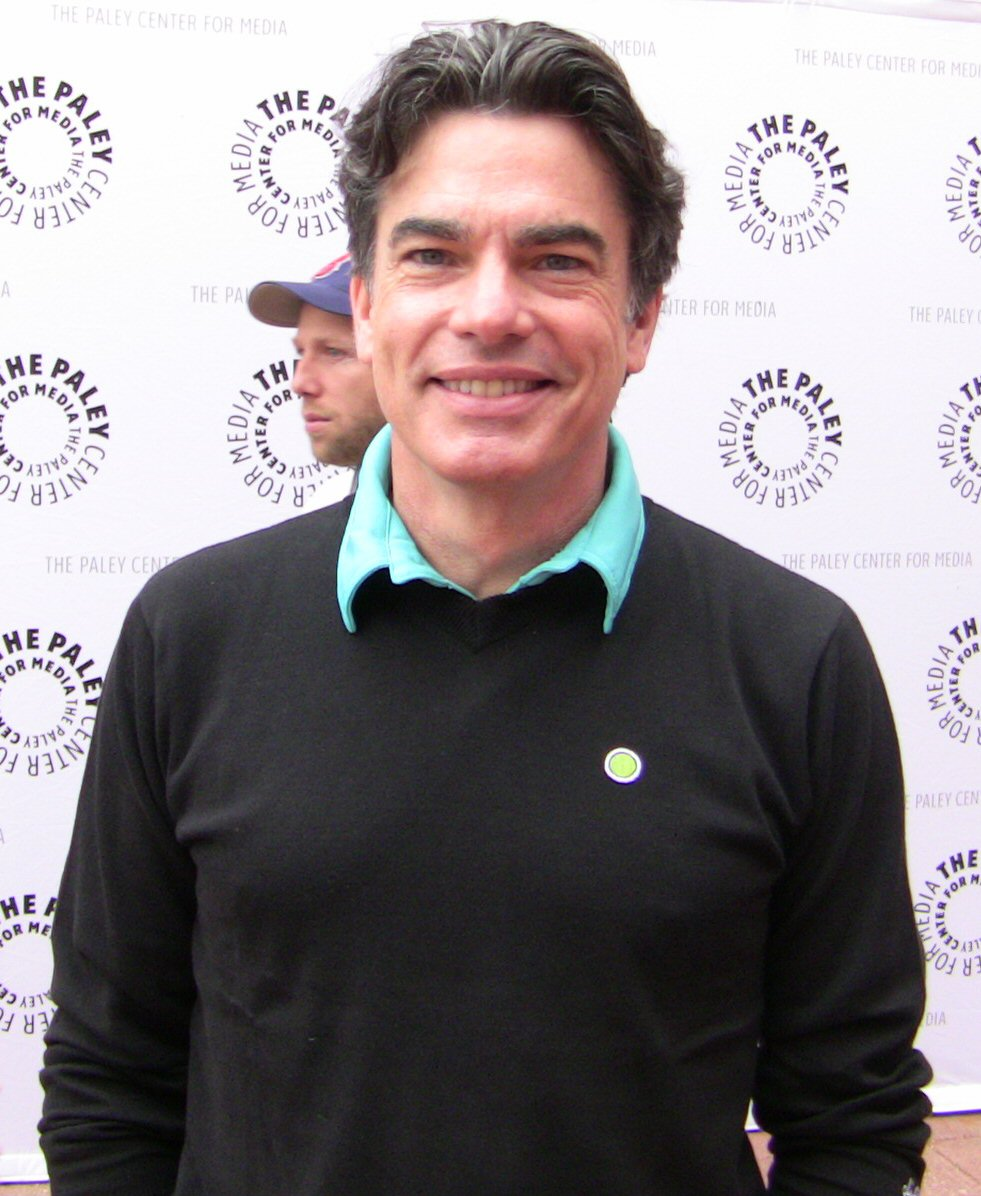
Peter Gallagher interpreta Sandy Cohen
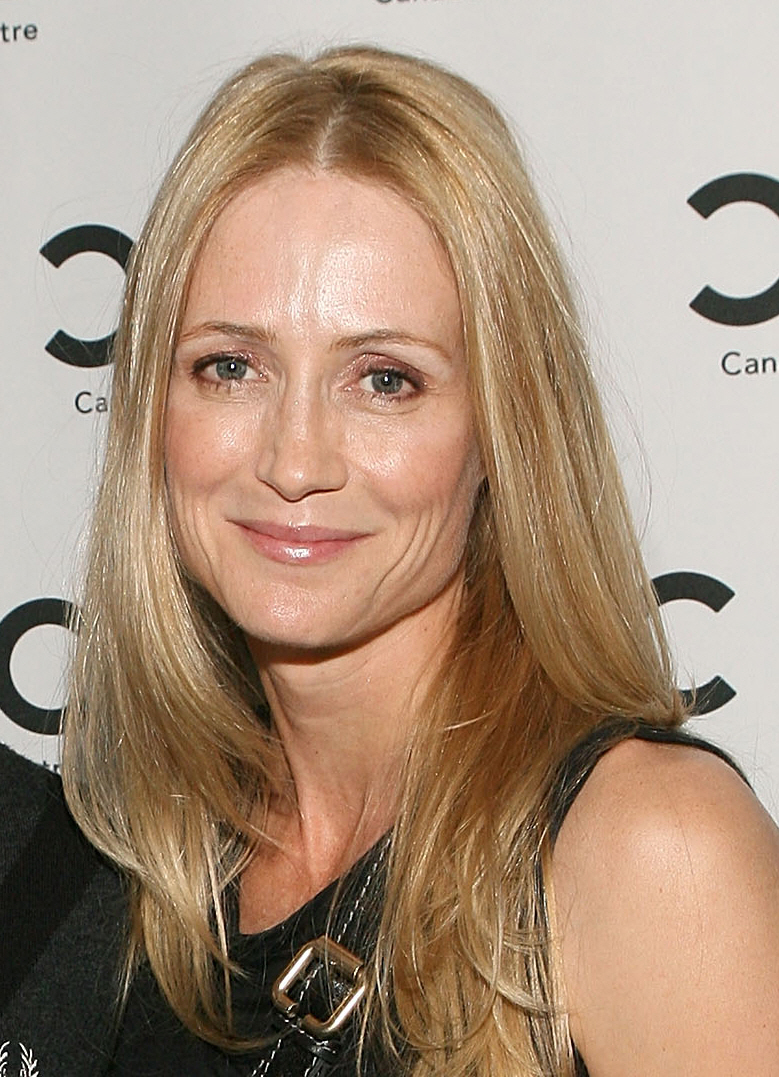
Kelly Rowan interpreta Kirsten Cohen
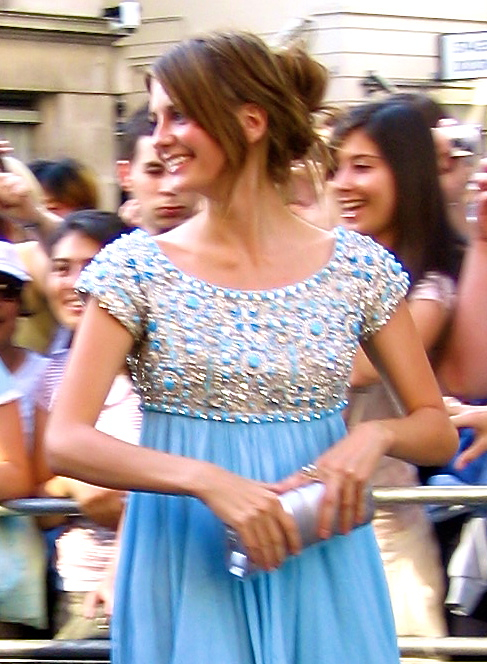
Mischa Barton interpreta Marissa Cooper
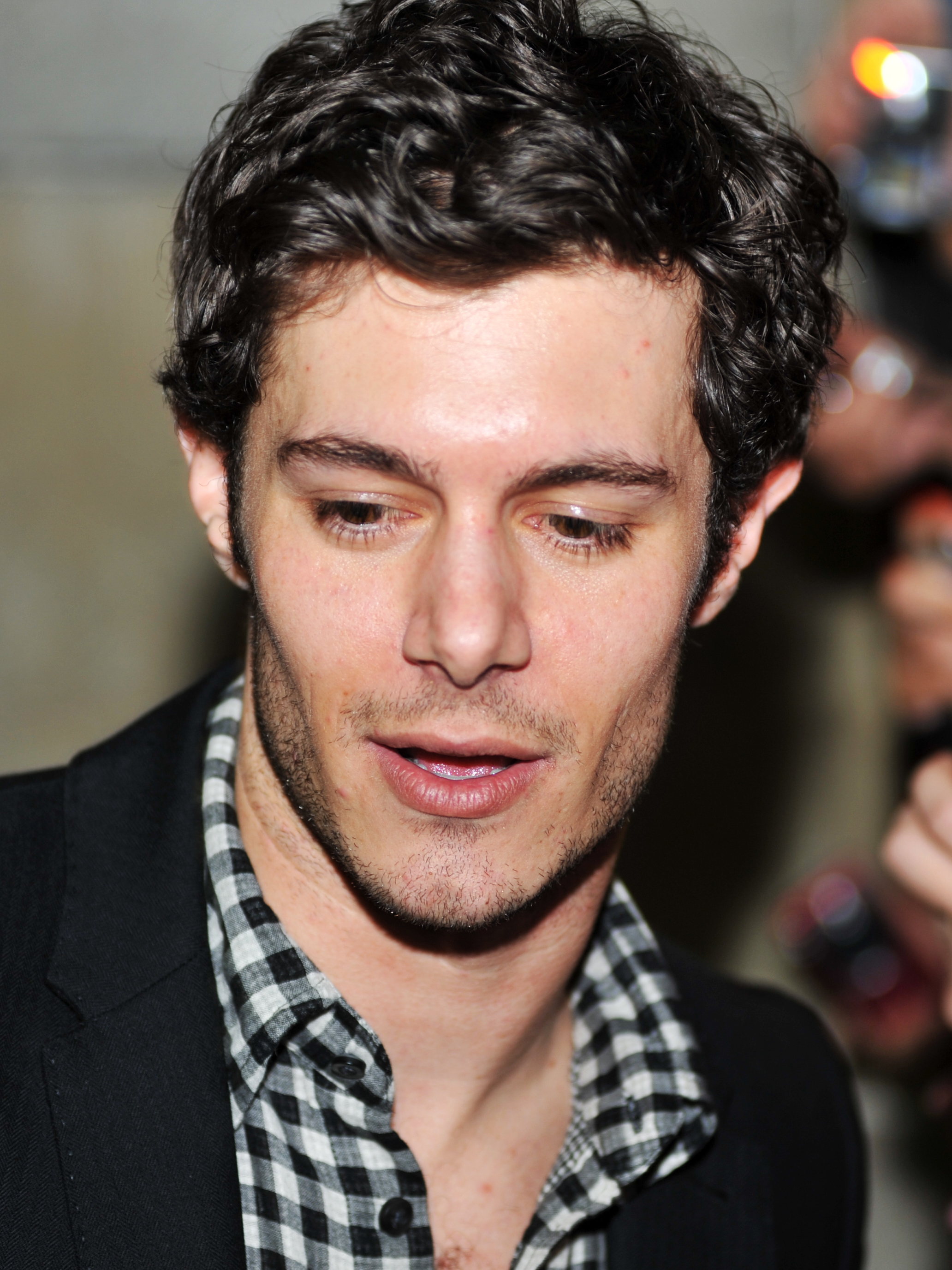
Adam Brody interpreta Seth Cohen
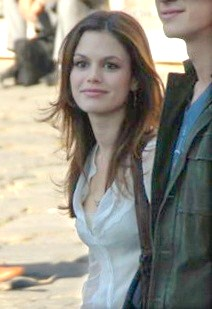
Rachel Bilson interpreta Summer Roberts
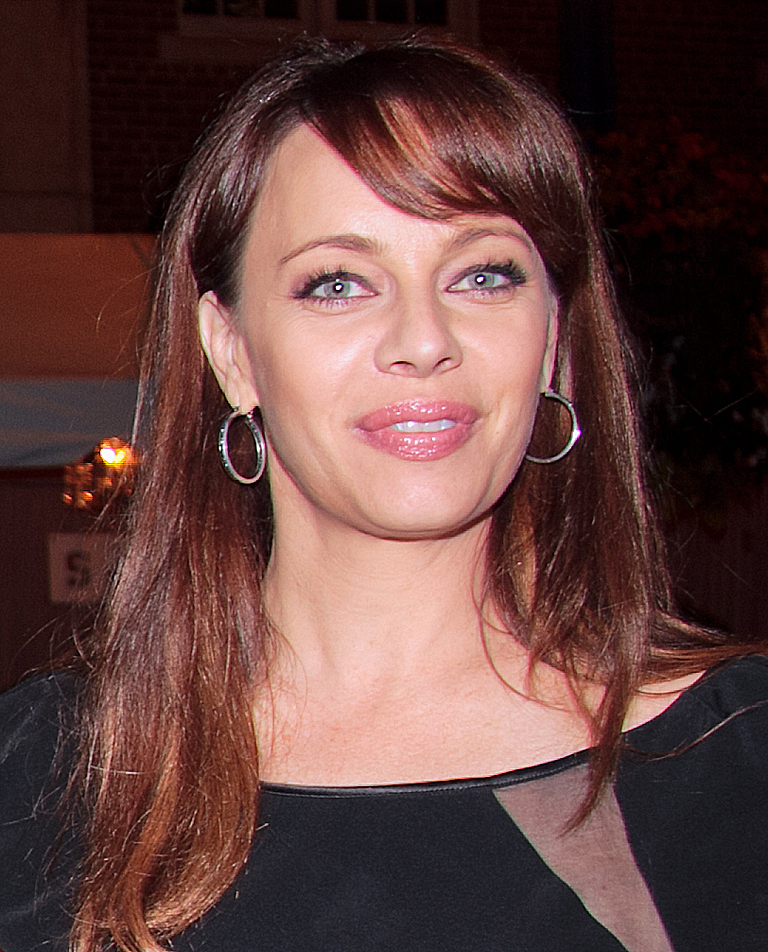
Melinda Clarke interpreta Julie Cooper
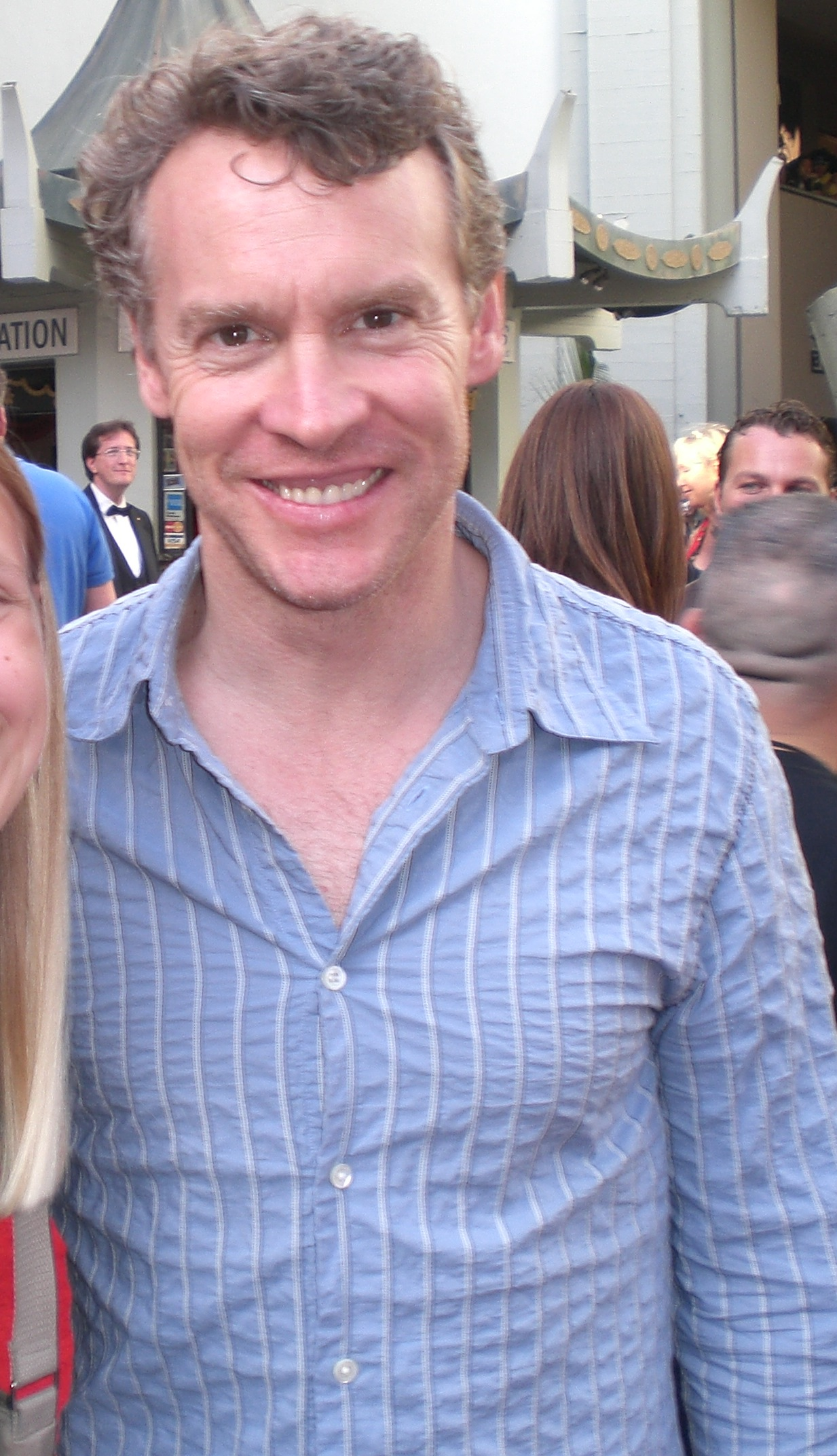
Tate Donovan interpreta Jimmy Cooper
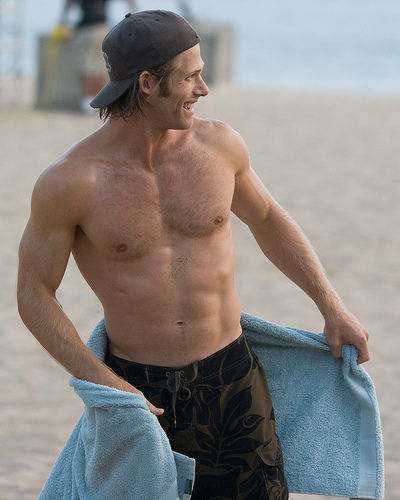
Chris Carmack interpreta Luke Ward
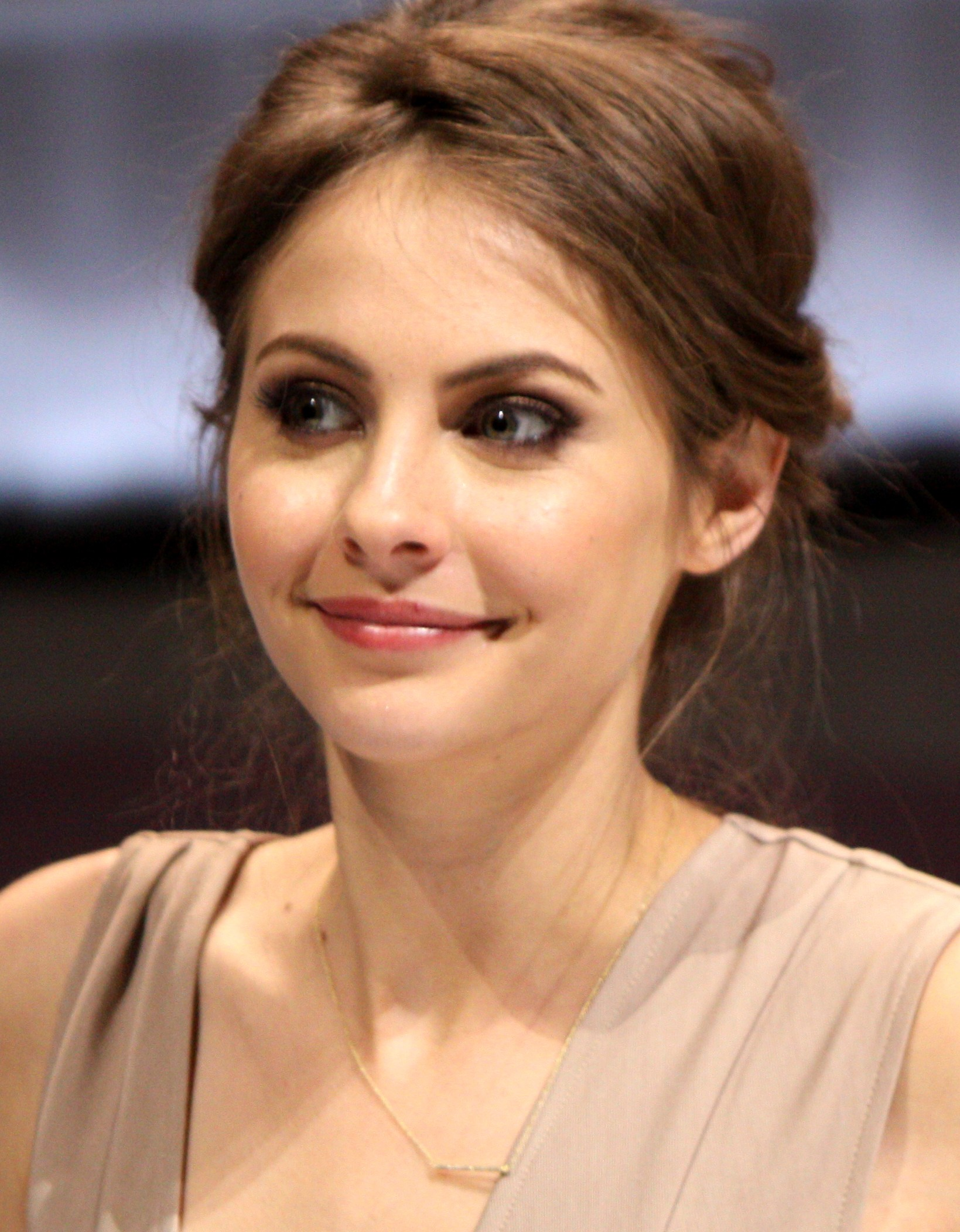
Willa Holland interpreta Kaitlin Cooper
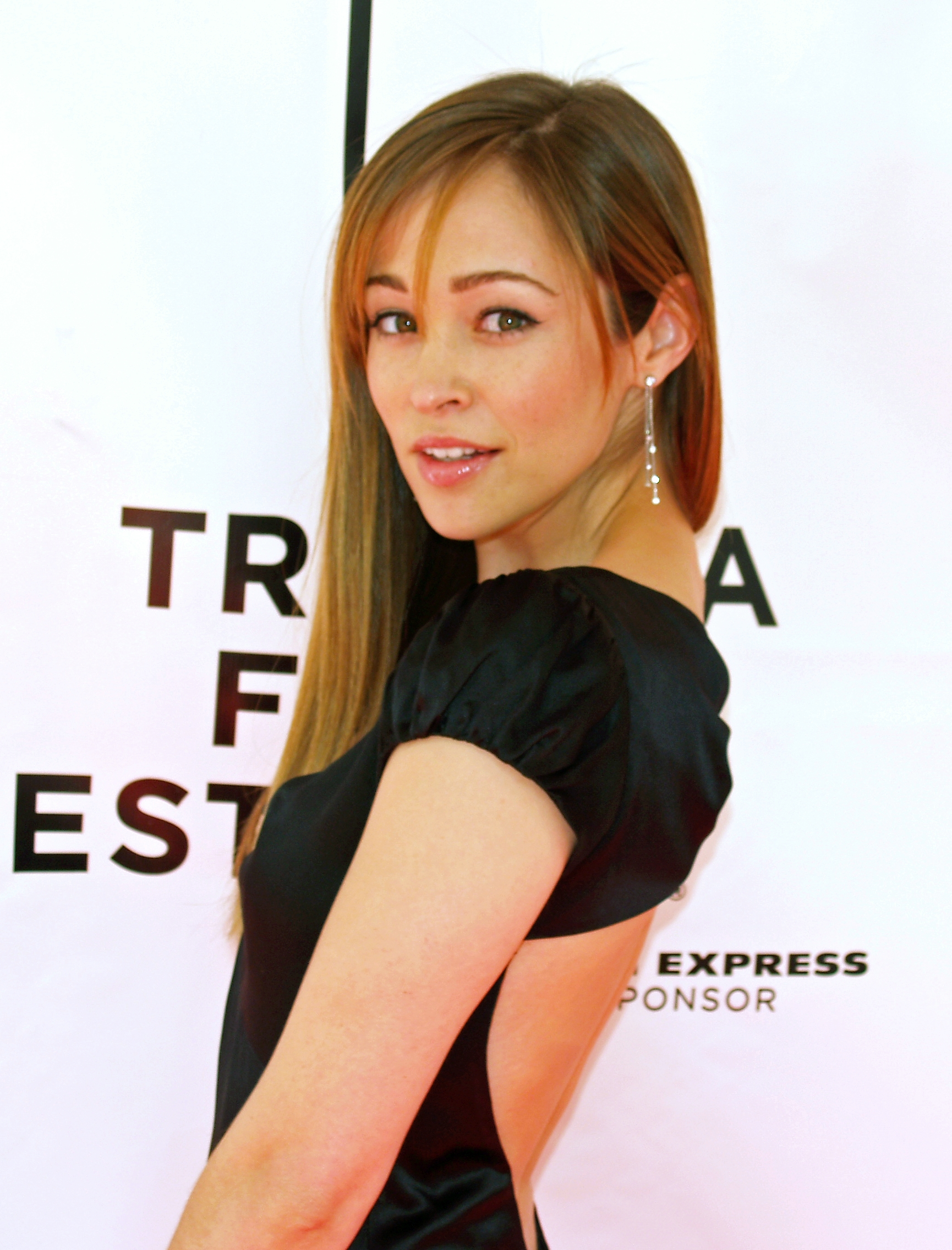
Autumn Reeser interpreta Taylor Townsend
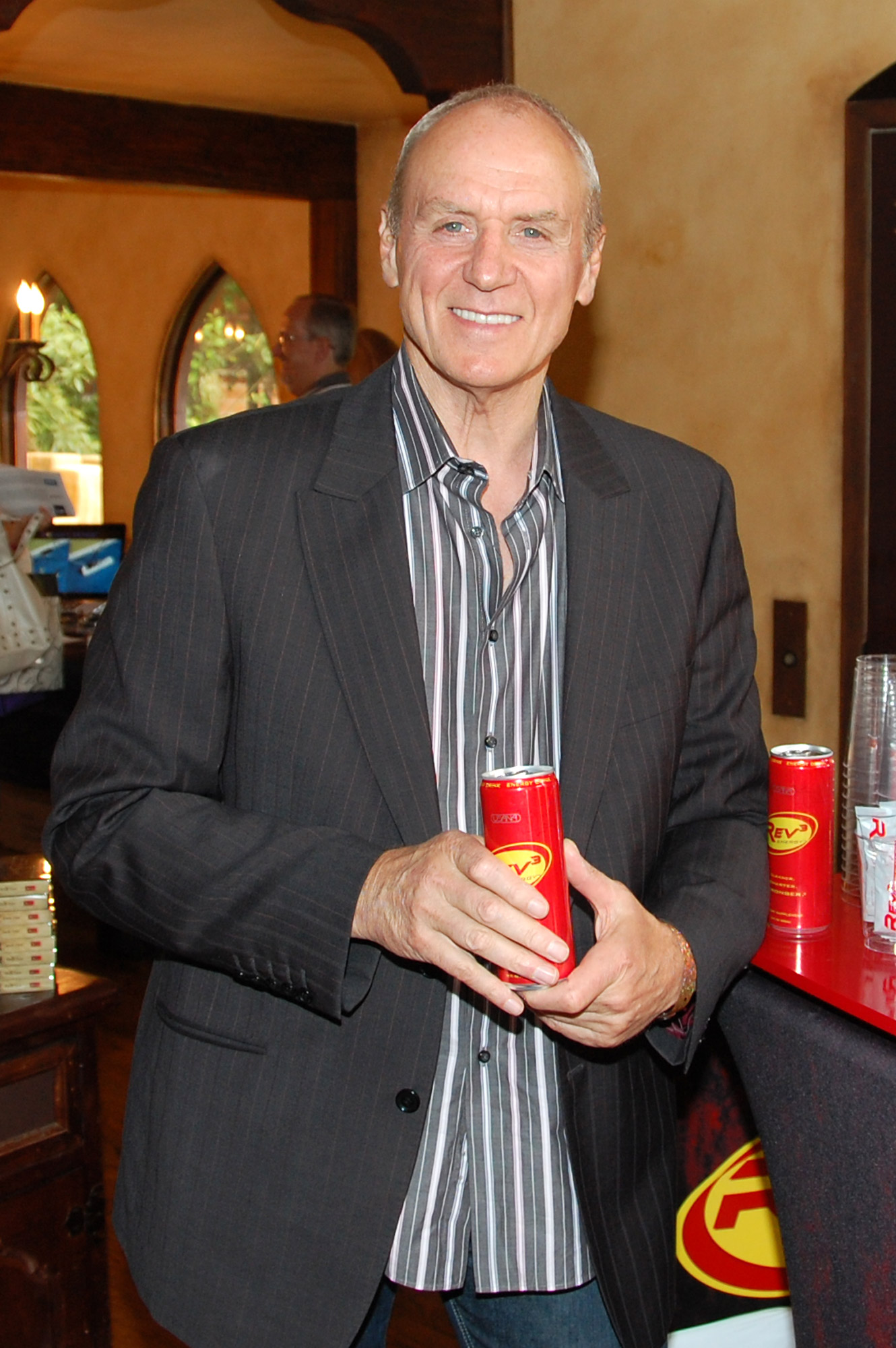
Alan Dale interpreta Caleb Nichol

Il cast iniziale della prima stagione era composto da sette attori: Peter Gallagher, Kelly Rowan, Ben McKenzie, Mischa Barton, Adam Brody, Chris Carmack e Tate Donovan. A partire dal quattordicesimo episodio vengono aggiunte al cast fisso le attrici Melinda Clarke e Rachel Bilson, i cui personaggi erano stati concepiti come ricorrenti, in seguito però resi più centrali grazie al responso positivo del pubblico.
Con la seconda stagione, Chris Carmack viene rimosso dal cast regolare e compare per l'ultima volta nel primo episodio della stagione, mentre viene aggiunto al cast fisso l'attore Alan Dale, dopo essere apparso come ricorrente per buona parte della stagione precedente. Di contro Tate Donovan abbandona la serie dopo il settimo episodio per poi tornare come ospite nel finale di stagione.
Nella terza stagione il cast regolare subisce la sola variazione dell'estromissione di Alan Dale dopo gli eventi del finale della stagione precedente, mentre la quarta vede l'aggiunta delle attrici Autumn Reeser e Willa Holland che erano apparse in modo ricorrente durante la stagione precedente, mentre Mischa Barton non appare più dopo il finale della terza stagione.
Ci sono anche personaggi ricorrenti che, pur non essendo apparsi nel cast regolare, hanno partecipato a diversi episodi interagendo con i personaggi "giovani" della serie e sono: Samaire Armstrong (Anna Stern), Navi Rawat (Theresa Diaz), Taylor Handley (Oliver Trask) e Amanda Righetti (Hailey Nichol) nella prima stagione; Olivia Wilde (Alex Kelly), Michael Cassidy (Zach Stevens), Shannon Lucio (Lindsey Gardner), Nicholas Gonzalez (DJ) e Logan Marshall-Green (Trey Atwood) nella seconda; Eric Mabius (Jack Hess) nella terza, Cam Gigandet (Kevin Volchok) nella terza e quarta; Ryan Donowho (Johnny Harper) e Nikki Reed (Sadie Campbell) nella terza; Chris Pratt (Ché) nella quarta stagione.

## Colonna sonora
La colonna sonora principale della serie è California dei Phantom Planet alla sigla di apertura, ma come dichiarato dallo stesso creatore, Josh Schwartz, tutta la serie deve riuscire a trasmettere le emozioni che in quelle occasioni i protagonisti della vicenda stanno provando.
Alcuni dei brani più rappresentativi della colonna sonora del telefilm sono stati inclusi in 6 CD:
- Music from the OC: Mix 1
- Music from the OC: Mix 2
- Music from the OC: Mix 3
- Music from the OC: Mix 4
- Music from the OC: Mix 5
- Music from the OC: Mix 6

La serie contiene un repertorio di oltre cinquecento brani diversi - suonati in vari momenti e a volte solamente per pochi istanti - ma che tendono a caratterizzare l'universo in cui la serie è ambientata.

## Remake turco
A settembre 2013, esattamente 10 anni dopo l'inizio della serie, è stato annunciato che la Warner Bros. International Television Production decise di creare un riadattamento per Sky Tv Turkey di The O.C. dal titolo Medcezir. La prima stagione, di 38 episodi, è andata in onda su Star TV dal 13 settembre 2013 al 13 giugno 2014, mentre la seconda e ultima dal 12 settembre 2014 al 12 giugno 2015.